# Ебрагім-Сара
Ебрагім-Сара (перс. ابراهيم سرا) — село в Ірані, у дегестані Лулеман, у бахші Кучесфаган, шагрестані Решт остану Ґілян. За даними перепису 2006 року, його населення становило 1121 особу, що проживали у складі 322 сімей.

## Клімат
Середня річна температура становить 14,56 °C, середня максимальна – 28,37 °C, а середня мінімальна – -0,20 °C. Середня річна кількість опадів – 1192 мм.
| Клімат поселення                              | Клімат поселення | Клімат поселення | Клімат поселення | Клімат поселення | Клімат поселення | Клімат поселення | Клімат поселення | Клімат поселення | Клімат поселення | Клімат поселення | Клімат поселення | Клімат поселення | Клімат поселення |
| Показник                                      | Січ.             | Лют.             | Бер.             | Квіт.            | Трав.            | Черв.            | Лип.             | Серп.            | Вер.             | Жовт.            | Лист.            | Груд.            |                  |
| Середній максимум, °C                         | 8,71             | 9,20             | 11,88            | 18,07            | 21,84            | 25,62            | 28,37            | 28,15            | 25,20            | 21,11            | 16,58            | 12,30            |                  |
| Середня температура, °C                       | 4,25             | 4,75             | 7,42             | 13,61            | 17,41            | 21,16            | 24,11            | 23,89            | 20,93            | 16,86            | 12,33            | 8,05             |                  |
| Середній мінімум, °C                          | −0,2             | 0,29             | 2,96             | 9,16             | 12,95            | 16,72            | 19,86            | 19,64            | 16,68            | 12,59            | 8,08             | 3,78             |                  |
| Норма опадів, мм                              | 117              | 96               | 88               | 47               | 47               | 32               | 32               | 62               | 136              | 211              | 179              | 145              |                  |
| Середньомісячна швидкість вітру, м/с          | 2.38             | 2.45             | 2.41             | 2.37             | 2.38             | 2.57             | 2.64             | 2.30             | 2.11             | 2.10             | 2.00             | 2.11             |                  |
| Середньомісячна сонячна радіація, кДж/м²·день | 6923             | 8997             | 10949            | 15486            | 19697            | 21756            | 22349            | 18870            | 15396            | 10769            | 8591             | 6615             |                  |
| --------------------------------------------- | ---------------- | ---------------- | ---------------- | ---------------- | ---------------- | ---------------- | ---------------- | ---------------- | ---------------- | ---------------- | ---------------- | ---------------- | ---------------- |
| Джерело:                                      |                  |                  |                  |                  |                  |                  |                  |                  |                  |                  |                  |                  |                  |